# Алијанса цивилизација
Алијанса цивилизација (енгл. Alliance of Civilizations) је политичка инцијатива под окриљем генералног секретара Уједињених нација од 2005. године. Њен циљ је интеркултурални дијалог, а четири основна подручја деловања су: медији, млади, образовање и миграције.

## Историјат
Ову иницијативу покренуле су 2005. владе Шпаније и Турске под покровитељством Уједињених нација. Током 2005. и 2006. године одржана су четири састанка, и то у Шпанији, Катару, Сенегалу и Турској. Након ових састанака у априлу 2007. године генерални секретар Уједињених нација Бан Ки-Мун је именовао бившег португалског председника Жоржеа Сампаија на место виског представника Алијансе цивилизација, а у мају 2007. године донет је план имплементације за период од 2007. до 2009. године. Планови имплементације донети су и 2009. и 2011. године за двогодишње периоде. Такође се израђују годишњи извештаји о активностима Алијансе цивилизација.

## Југоисточна Европа
За регион југоисточне Европе је донета регионална Стретегија на састанку у Сарајеву у децембру 2009. године. У Србији је у окробру 2011. на дан прославе 66 година од формирања Уједињених нација у Коларчевој задужбини одржан концерт посвећен Алијанси цивилизација.